# Interkerkelijke Omroep Nederland

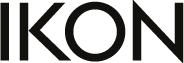
Logo des Interkerkelijke Omroep Nederland

Der Interkerkelijke Omroep Nederland (IKON) war ein öffentlich-rechtlicher Rundfunksender in den Niederlanden, der 1976 gegründet wurde und sich nach genau 40 Jahren 2016 auflöste. Er arbeitete im Namen von sieben kirchlichen Gemeinschaften und brachte Sendungen im Radio, wie im Fernsehen. Daneben bot er Informationen via Teletext, Print („IKON-krant“) und im Internet an.

## Geschichte
Recht bald nach dem Zweiten Weltkrieg entstand IKOR, das Interkerkelijk Overleg inzake Radioaangelegenheden (Innerkirchliche Beratung bezogen auf Radioangelegenheiten). Die Niederlande hatten schwierige Jahre hinter sich und die Kirchen waren traditionell stark nach innen orientiert. Ab 1946 beabsichtigen sie jedoch, auch via Rundfunkausstrahlung, sich mehr auf die Welt außerhalb der Kirchen zu richten. Am 1. Januar 1976, als IKOR seine Kräfte und Sendezeit mit dem Rundfunk Convent van Kerken (CVK) bündelte, entstand die Stiftung (Stichting) IKON.
Eine ihrer öffentlichen Anlaufstellen war das IKON-Pastorat, wohin Menschen sich mit ihren Lebensfragen hinwenden konnten. Diese Sendung bestand auch bis zum letzten Sendetag.

## Profil
Als 1971 der Ökumenische Rat der Kirchen sich mit dem Weltgeschehen auseinandersetzte, ließ dies den IKON nicht unbeeindruckt und fortan bestimmten auch Themen wie Rassismus, Unterdrückung, Entwicklungshilfe und Friedensfragen das Programm. In den 1980er Jahren war ein hervorgehobenes Thema die Befreiung der Frau. Überhaupt erhielt der IKON eine eher „linke“ Signatur. Der konfessionelle Aspekt der kirchlichen Gemeinschaften rückte immer weiter in den Hintergrund.
Seit den 1960er Jahren hatte der Glaube und die Kirche für viele Menschen in den Niederlanden immer mehr an Anziehungskraft verloren; im Laufe der Achtziger Jahre und besonders am Ende des östlichen Staatskommunismus verloren auch linke Ideologien stark an Glaubwürdigkeit. In 1990er Jahren stand IKON so vor der Herausforderung, weiterhin Programme zu machen, die Zuschauern und Hörern helfen, ihre eigenen Antworten auf die großen Fragen des Lebens zu finden.

## Sendezeit nach Kirchengemeinschaft
Gemäß Artikel 2.42 des niederländischen Mediengesetzes („Mediawet“) von 2008 (hier besonders der Artikel 39f) konnte jede niederländische Kirchengemeinschaft Sendezeit erhalten. Auch IKON war ein solcher „2.42-omroep“ (zuvor „39f-omroep“) und sendete auch auf NPO Radio 5 im Auftrag nachfolgender Kirchengemeinschaften:
- Algemene Doopsgezinde Sociëteit
- Evangelische Broedergemeente Nederland (Herrnhuter Brüdergemeine)
- Leger des Heils (Heilsarmee)
- Molukse Evangelische Kerk
- Altkatholische Kirche der Niederlande
- Protestantische Kirche in den Niederlanden (PKN)
- Remonstranten
- Vrijzinnige Geloofsgemeenschap NPB

Zwei Organisationen, welche Programmzeiten für andere Konfessionen füllten, waren der Omroep RKK und Zendtijd voor Kerken (ZvK). IKON stellte einen Teil der technischen Einrichtungen für das ZvK zur Verfügung.
Zum 1. Januar 2014 stellte IKON die Übertragung von Gottesdiensten auf Radio 5 ein. Stattdessen wurde ein anderes religiöses Programm ausgestrahlt. Diese Entwicklung nahm den vollständigen Wegfall der staatlichen Rundfunkförderung zum 1. Januar 2016 vorweg.
Die sogenannten 2.42 Sender des niederländischen Rundfunksystems verschwanden jedoch als Folge des Inkrafttretens der neuen Mediengesetzes in der reformierten Version von 2016.

## Fernsehen
Der Interkerkelijke Omroep Nederland sandte sein Programm vornehmlich über die Wellen des NPO 2 (damals noch Nederland 2 genannt).
Die letzte Sendung war Ikon 1001 Nacht, welche in der Nacht vom 28. auf den 29. Dezember 2015 ausgestrahlt wurde. Hierin nahm der Rundfunk Abschied von der niederländischen Senderfamilie.

## Aufhebung
Zu Ende 2012 gab das Kabinett Rutte II bekannt, dass die religiös ausgerichteten „2.42-omroep“-Sender zum 1. Januar 2016 aufgelöst werden. Das bedeutete nicht nur das Ende der Ausstrahlungen von IKON, sondern auch der Organisation gesamt. Ursprünglich sollte sie 2015 in einer neuen Medienlizenz, zusammen mit dem RKK-omroep und Zendtijd voor Kerken (ZvK) aufgehen, die innerhalb der Fusion von KRO und der NCRV einen Platz einnehmen sollte. Die Pläne des Kabinetts für das Jahr 2016 führten jedoch zu einer neuen Strategie. IKON und ZvK wählten die Zusammenarbeit mit dem Evangelische Omroep (EO). Anschließend wurde gemeinsam überlegt, wie diese Zusammenarbeit im Detail aussehen sollte. So wurde ein Studio für gemeinschaftliche Produktionen ('productiehuis') angedacht. 2013 zogen beide Sender in das EO-Gebäude, aber die Idee eines gemeinsamen Produktionsstandortes kam nicht zuwege. Am 1. Januar 2016 erlosch die IKON endgültig. Die EO übernahm dann nur noch wenige Programmtitel.

## Leitung
- 1976–1983: Marie Louis Willem Schoch, Jugendprediger (Hervormd)
- 1984–1988: Lo de Ruiter, Beamter, Politiker, Leiter und Publizist (Hervormd)
- 1988–1996: Sijbolt Noorda, Theologe und Verwaltung (Gereformeerd)
- 1996–2000: Sytze Faber, Politologe, öffentlicher Verwalter, Journalist, Kolumnist, Politiker und Leiter (Sport) (Gereformeerd)
- 2000–2001: Goos Minderman, Anwalt und Politiker (Remonstrant)
- 2001–2010: Helmer Koetje, öffentlicher Verwalter, Beamter, Politiker (Gereformeerd)
- 2010–2016: Otto Scholten, außerordentlicher Professor, Politische Kommunikation (Protestant)

Zu den zehn Moderatoren der verschiedenen Sendungen gehörten, neben anderen: Paul Rosenmöller, Dore Smit und Mirjam Sterk.
Die für IKON tätigen Journalisten bewegten sich auch weltweit in Kriegsgebieten. Am 17. März 1982 wurden vier von ihnen in El Salvador in einem Hinterhalt von Regierungstruppen getötet.
Am 19. März 1989 kam der Kameramann Cornel Lagrouw, ebenfalls in El Salvador, ums Leben. Er geriet mit seinen Kollegen in ein Feuergefecht, wurde getroffen und starb kurz darauf an den Folgen.